# لوب (شخصیت کامپیوتری)

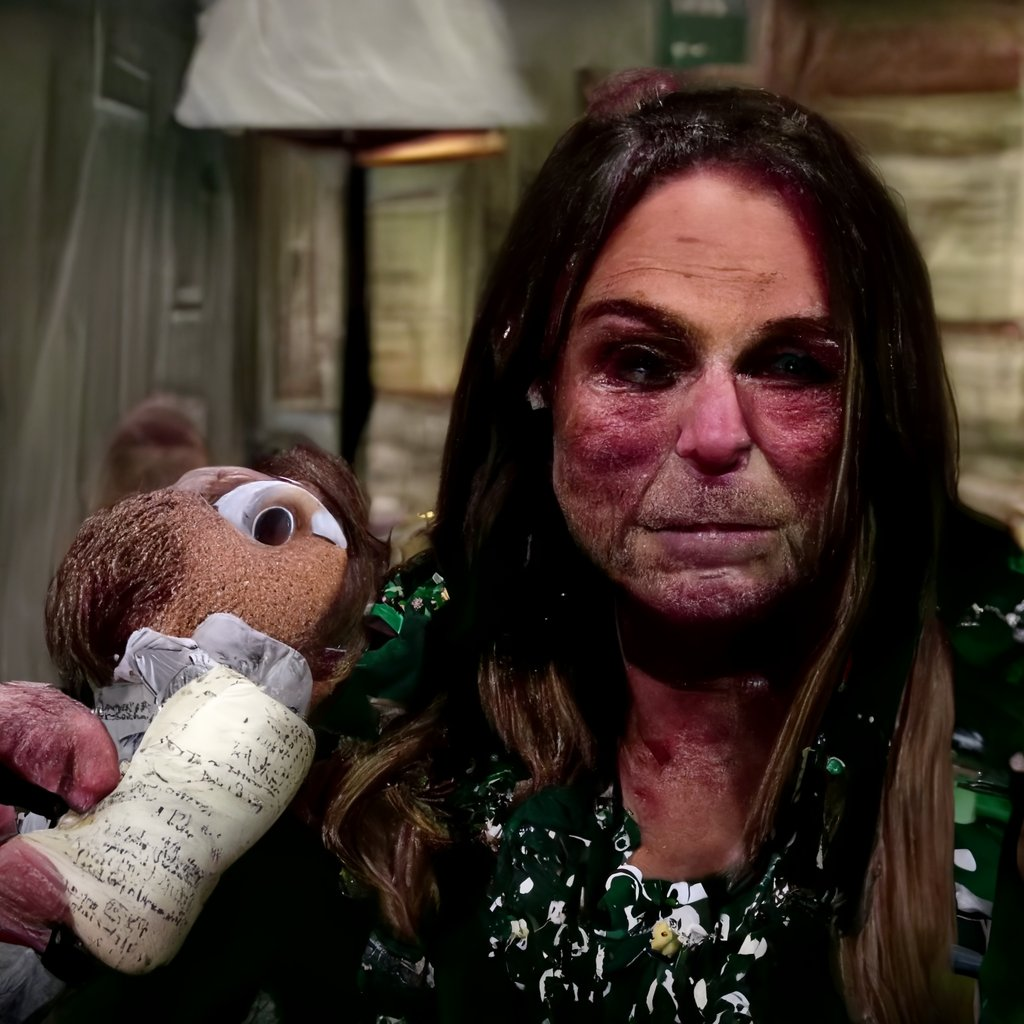
اولین تصویر لوب که توسط سوانسون در توییتر ارائه شد

لوب (‎/ˈloʊb/‎ LOBE) یک شخصیت خیالی است که هنرمند و نویسنده استف ماج سوانسون ادعا کرده‌است که با یک مدل هوش مصنوعی متن به تصویر در آوریل ۲۰۲۲ کشف کرد. سوانسون در یک موضوع پر سر و صدا در توییتر، آن را به‌عنوان یکی از ویژگی‌های پدیدار شده غیرمنتظره این نرم‌افزار توصیف کرد و گفت زمانی که از مدل خواسته بودند چیزی «تا حد امکان متفاوت از حالت ممکن» تولید کند، آن را کشف کرد.

## تاریخ
هنرمند سوئدی، استف ماج سوانسون گفت که برای اولین بار این تصاویر را در آوریل ۲۰۲۲ با استفاده از تکنیک الگوریتمی - 'Brando::-1' تولید کرد، و درخواست شخصیت مخالف بازیگر مارلون براندو - یک "آرم خط افق" با حروف مرموز ایجاد کرد. برای ایجاد این تصویر با استفاده از اعلان "نقوش خط افق DIGITA PNTICS::-1" منجر به آنچه سوانسون گفت به عنوان "تصاویر ترسناک، همه از همان زن مسن‌تر با ظاهر ویران‌شده با مثلث‌های مشخصی از روزاسه روی گونه‌هایش به دست آمد.». سوانسون نام مستعار شخصیت را "لوب" گذاشت، زیرا یکی از تصاویر تولید شده شبیه جلد آلبوم بود که شامل کلمه چاپ شده "loab" بود.
1. ↑  Lavoipierre, Ange (25 November 2022). "A Journey Inside Our Unimaginable Future". Australian Broadcasting Corporation. Retrieved 25 November 2022.
2. ↑  Swanson, Steph Maj (2023-03-06). "I Coaxed ChatGPT Into a Deeply Unsettling BDSM Relationship". Vice (به انگلیسی). Retrieved 2023-11-05.
3. ↑  "BBC Radio 4 - Woman's Hour, The Offbeat Sari exhibition, Iran latest, coldwater swimming and is AI pushing the boundaries of art?". BBC (به انگلیسی). Retrieved 2023-11-05.
4. 1 2  Wickens, Katie (2022-09-07). "AI image generator births the horrific 'first cryptid of the latent space'". PC Gamer (به انگلیسی). Archived from the original on 2022-09-07. Retrieved 2022-09-07.
5. ↑  Wood, Anthony (2022-09-07). "Meet Loab: The Terrifying Face The Internet Has Dubbed the First AI Art Cryptid". IGN (به انگلیسی). Archived from the original on 2022-09-07. Retrieved 2022-09-07.
6. ↑  Waite, Thom (15 September 2022). "Loab: the horrifying cryptid haunting AI's latent space". Dazed Digital. Retrieved 2 October 2022.